# Manfred Niehaus
Manfred Niehaus (* 18. September 1933 in Köln; † 19. Februar 2013 ebenda) war ein deutscher Komponist, Bratschist, Chorleiter und Rundfunkredakteur.

## Leben
Manfred Niehaus erhielt im Alter von zehn Jahren ersten Violinunterricht, schon in diese Zeit fallen frühe Kompositionsversuche. Von 1957 bis 1962 studierte er bei Bernd Alois Zimmermann und war zeitweise dessen Assistent. Parallel dazu verfasste er etliche Bühnenmusiken und arbeitete unter anderem mit Manfred Berben, Gerd Heinz, Jürgen Flimm und Eberhard Feik zusammen. Am 6. Juli 1962 hat er teilgenommen an der Bonner Bühne für sinnliche Wahrnehmung – KONZIL mit „Haikus für Sprecher-Sopran-Violine-Piccoloflöte-Gitarre-Gläserspiel“. Von 1963 bis 1965 wirkte er als Dramaturg an der Württembergischen Landesbühne in Esslingen, danach arbeitete er freischaffend als Regisseur und Komponist. Im Jahr 1966 erhielt er den Förderpreis der Stadt Köln. Niehaus gehörte von 1969 bis 1972 zur Gruppe 8, einer Vereinigung acht rheinischer Komponisten. Am 27. Februar 1970 veranstaltete er das erste Offene Konzert in der Geschichte der Neuen Musik, ein „Wandelkonzert“, das in fünf Räumen des Funkhauses am Wallrafplatz synchron stattfand.

Immer wieder arbeitete Manfred Niehaus als (improvisierender) Instrumentalist auch mit Jazzmusikern zusammen wie z. B. Manfred Schoof, Michael Sell oder Theo Jörgensmann. Von 1967 bis 1977 war er zunächst als Lektor, dann als Redakteur für Neue Musik tätig; von 1978 bis 1989 war er Leiter der Jazzredaktion in der Musikabteilung des Westdeutschen Rundfunks Köln. Mit Unterstützung von Niehaus entwickelte sich in Köln eine aktive Jazz-Szene. Niehaus förderte auch das Moerser NewJazz-Festival.

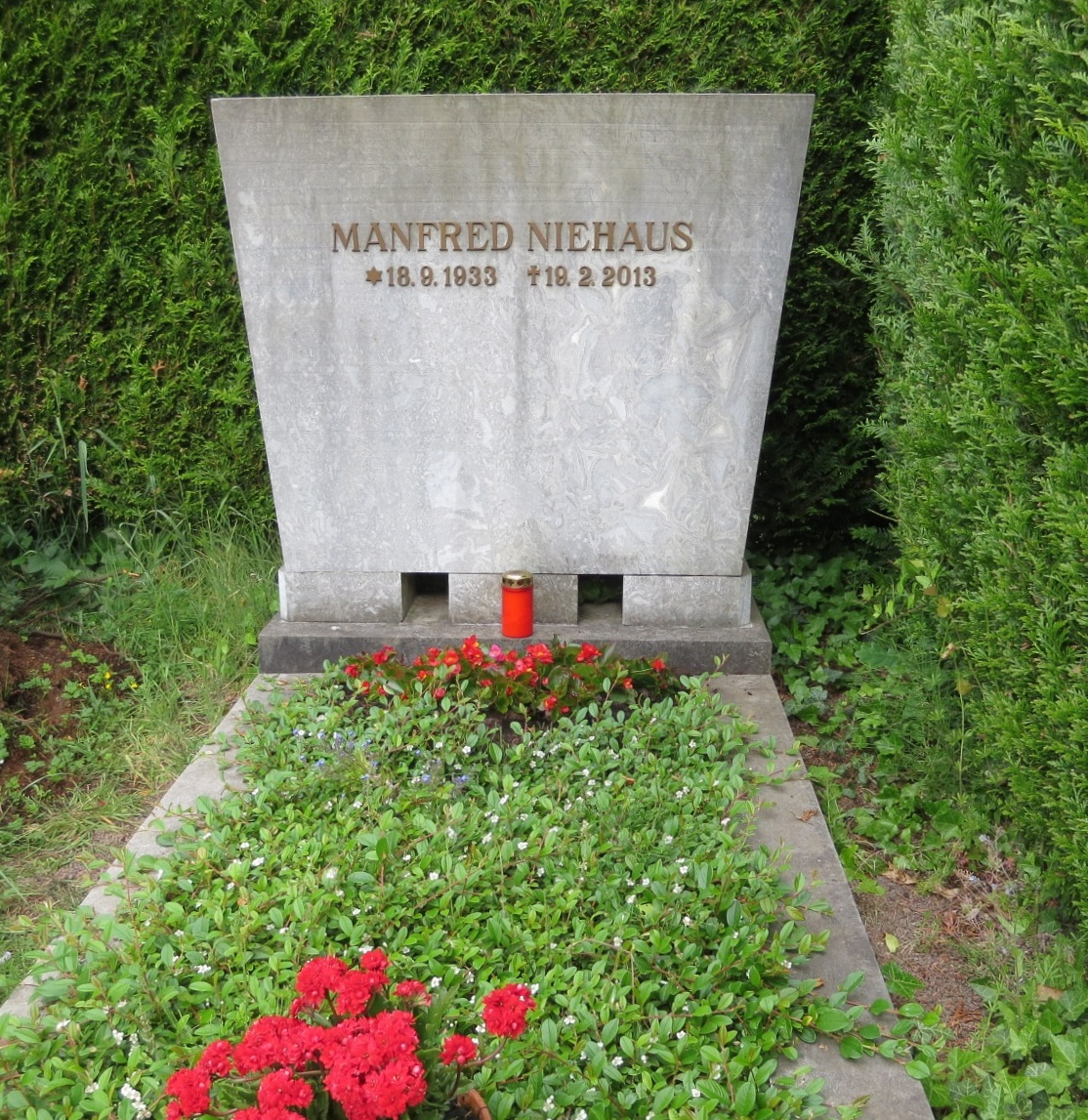
Manfred Niehaus – Grabstätte Friedhof Melaten

Seit seiner Pensionierung war er wieder als freischaffender Komponist, Arrangeur und Regisseur tätig, dabei teilweise in enger Zusammenarbeit mit Dietmar Bonnen, Iwan Sokolow und Alexei Aigi („Russisch-Deutsches Komponistenquartett“). Klavierwerke von Manfred Niehaus wurden von der Pianistin Susanne Kessel aufgeführt. Auch schrieb er sinfonische Konzerte, in denen er improvisierende Solisten wie Marilyn Crispell, Claudio Puntin oder das Arcado String Trio herausstellte. Niehaus komponierte auch Musiktheaterstücke, wie die surrealistisch-absurden Opern Maldoror (1970) und Die Pataphysiker (1969), die Kinderoper Tartarin (1977) sowie die Fernsehoper Bartleby, die er selbst 1966 für den WDR inszenierte. Auch verfasste er zahlreiche Chorwerke. Sein legendärer Liederzyklus „An der Theke“ nimmt bewusst Lokalkolorit auf, dialektgefärbte Sprüche, die in musikalischen Stenogrammen verarbeitet wurden.
Von 1971 bis 1998 war er zudem als nebenamtlicher Chorleiter in Bergisch Gladbach tätig. Sein Werk wird durch den Verlag Dohr veröffentlicht.
Niehaus starb 2013 im Alter von 79 Jahren und wurde auf dem Kölner Friedhof Melaten (Flur 11 (F) Nr. 55) beerdigt.

## Werke (Auswahl)

### Klavierwerke
- Douze regards sur le cadavre de Satie (1994) pour le piano

### Orgelwerke
- Drei Choralfantasien (1997) für Orgel
- Reich des Herrn (1997) Choralfantasie für Orgel

### Kammermusik
- Duo (1996) für Violine und Fagott
- Fünf Stücke (1995) für drei Flöten
- Bedřich Smetana: Die Moldau für Klarinette solo bearbeitet
- Denk ich an Nürnberg… (1982). Fantasie über Themen von Richard Wagner für Violine, Horn und Klavier. UA 4. März 1982 Nürnberg (Tassilo-Theater; Neue Pegnitzschäfer: Ulf Klausenitzer [Violine], Wilfried Krüger [Horn], Wolfgang Riedelbauch [Klavier])
- Einige Anweisungen für die Mittellage (1969) für beliebige Besetzung ab drei Spieler
- und zahlreiche kleine „Vormittagskompositionen“, die z. T. noch nicht aufgeführt wurden.
- Concertino für Mandola und Zupforchester

### Vokalwerke
- Stabat mater (1994) für drei gem. od. gleiche Stimmen a cappella, solistisch oder chorisch